# ガウスの法則
ガウスの法則（ガウスのほうそく、英: Gauss' law）とは、カール・フリードリヒ・ガウスが1835年に発見し、1867年に発表した電荷と電場の関係をあらわす方程式である。
この式はジェームズ・クラーク・マクスウェルにより数学的に整備され、マクスウェルの方程式の1つとなった。電気におけるアンペールの法則とみなすこともできる。
ここでの単位のガウスは、磁束密度の単位であり、電場を扱うこの法則とは全く関係がない。

## 積分形
一般に積分形と呼ばれるガウスの法則は以下の形で表される。
{\displaystyle \oint _{S}{\boldsymbol {D}}\cdot \mathrm {d} {\boldsymbol {S}}=\int _{V}\rho \,\mathrm {d} V=Q}
ここで、
| D  | : 電束密度                          |
| ρ  | : 電荷密度                          |
| Q  | : 積分領域 V の内部にある電荷の総和 |
| dS | : 面素ベクトル                      |
| V  | : 体積                              |

である。
この式は、ある領域内に電荷が存在すると、その領域から電荷と等しい大きさの電束という物理量が出入りするということを示している。

## 微分形

### 発散
閉曲面Sにおいて、ガウスの法則（{\displaystyle \oint _{S}{\boldsymbol {D}}\cdot \mathrm {d} {\boldsymbol {S}}=Q} ）において、体積Vの微小変化による電束（ガウスの法則、面積分）の変化率をdivD で表す。
{\displaystyle \mathrm {div} {\boldsymbol {D}}=\lim _{\Delta V\to 0}{\frac {1}{\Delta V}}\oint _{\Delta S}{\boldsymbol {D}}\cdot \mathrm {d} {\boldsymbol {S}}}
ここでΔSはΔVの表面である。
また
{\displaystyle \mathrm {div} {\boldsymbol {D}}=\rho }
| ρ | : 電荷密度 |

となる。
ここで記号「div」はダイバージェンス (divergence) と読み、 発散を表す。

### 直角座標における発散
直角座標においてdivD は、
{\displaystyle \mathrm {div} {\boldsymbol {D}}=\lim _{\Delta V\to 0}{\frac {1}{\Delta V}}\oint _{\Delta S}{\boldsymbol {D}}\cdot d{\boldsymbol {S}}=\left({\frac {\partial D_{x}}{\partial x}}+{\frac {\partial D_{y}}{\partial y}}+{\frac {\partial D_{z}}{\partial z}}\right)}
となる。
微分形と呼ばれるガウスの法則は以下の形で表される。この形はジェームズ・クラーク・マクスウェルにより整備された。
{\displaystyle \nabla \cdot {\boldsymbol {D}}=\rho }
ここで、
| D | : 電束密度 |

である。∇（ナブラ）は微分演算子である。